# Mons-lez-Liège
Mons-lez-Liège (en való Mont-dlé-Lidje) és un nucli del municipi de Flémalle, a la província de Lieja de la regió valona de Bèlgica. Abans la reorganització administrativa de 1976 era un nucli del municipi Mons-Crotteux.

## Història
Tot hi haver trobat teules i rajoles romanes durant obres a l'església del poble, l'existència d'una vil·la romana és una mera hipòtesi.

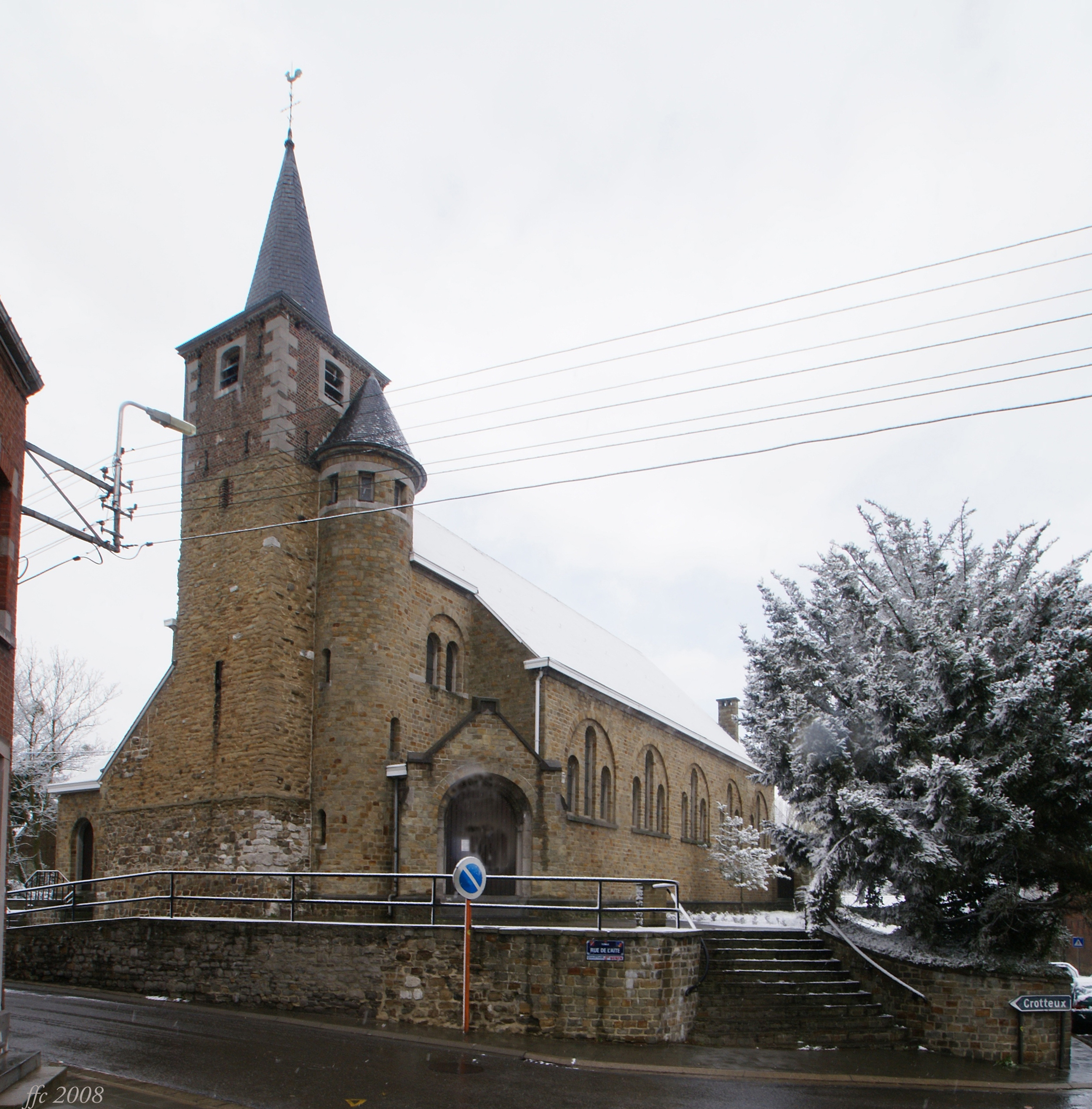
Església de Sant-Lambert

 Des del segle xii, el poble era un domini senyorial que pertanyia al capítol de la Catedral de Sant Lambert de Lieja. Depenia del tribunal de Haspengouw. A l'edat mitjana, el nucli agricultural va créixer engir del Castell de Mons-lez-Liège. Durant les guerres de religió el poble va ser el teatre de moltes batalles entre les tropes liegeses, franceses, castellanes i republicanes. Durant la reorganització sota l'ocupació francesa el 1795 les senyories de Mons i Crotteux van ser fusionats en un municipi que va ser escindit el 1977.

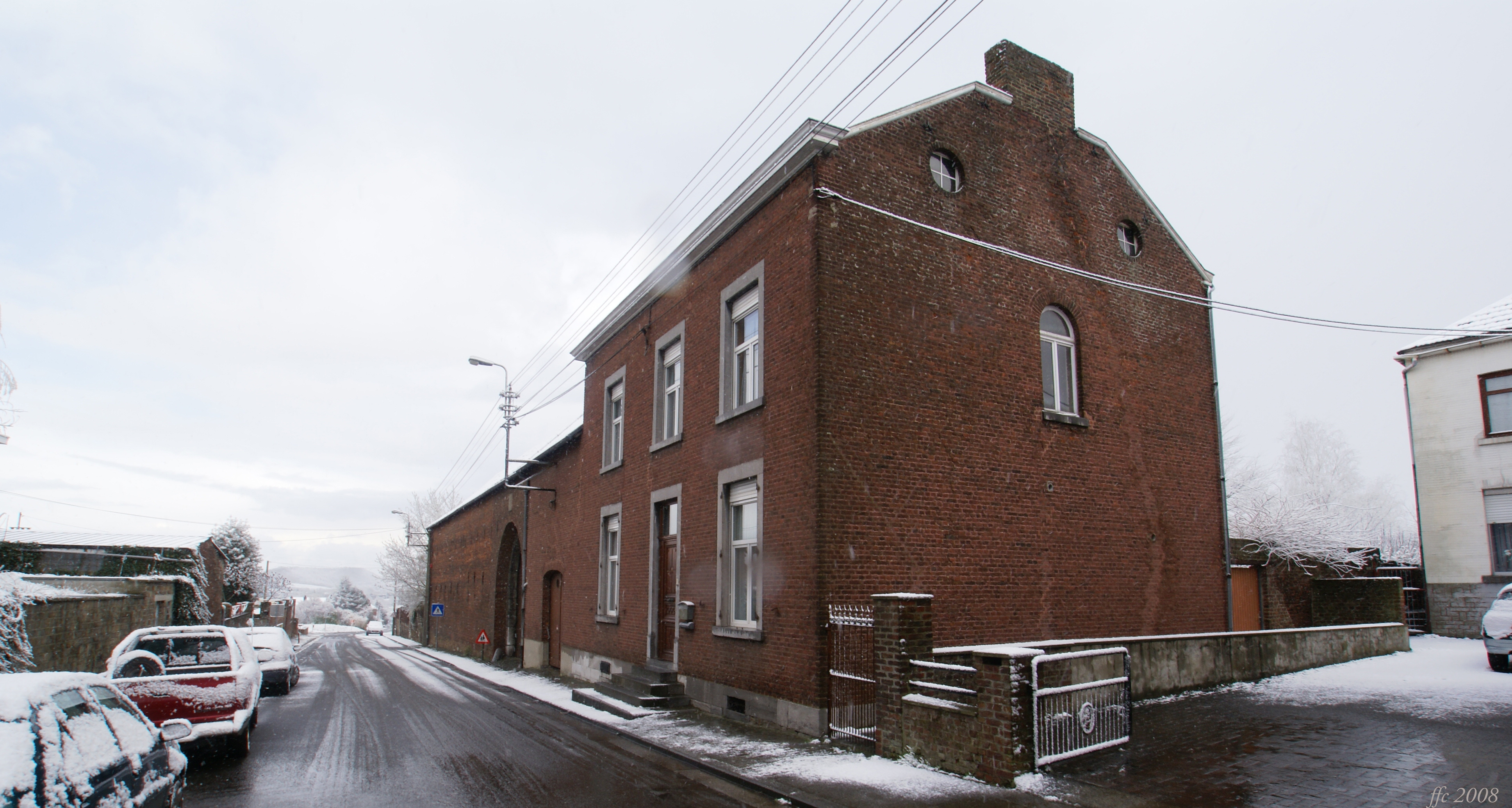
Carrer "Thier Saint-Léonard" i entrada de la masia del castell

Fins avui, el poble va mantenir el seu caràcter rural, l'agricultura queda l'activitat major, només hi ha una urbanització moderna, anomenat La Cité.

## Monuments i curiositats
- El castell de Mons-lez-Liège
- L'església de Lambert de Lieja